# Blanche Toutain

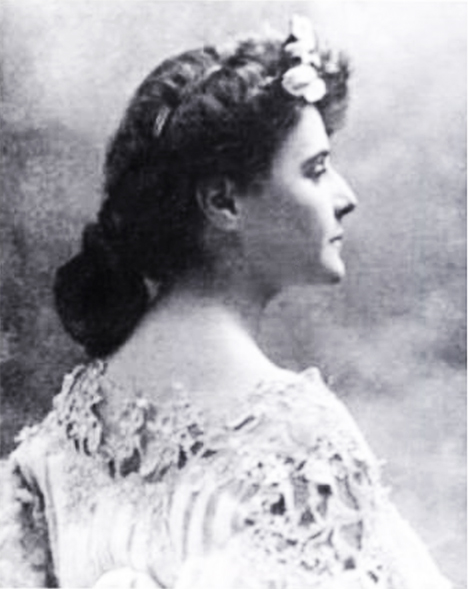
Blanche Toutain en 1901.

Blanche Toutain est une actrice française, née le 15 novembre 1874 à Elbeuf morte le 9 juillet 1932 à Paris 10e. Elle a compté parmi les grandes comédiennes de son temps et posé pour les plus grands photographes de l'époque dont Nadar et Charles Reutlinger. Elle fut une proche de Sacha Guitry, pour lequel elle a notamment joué Nono et Je t'aime.

## Biographie
Blanche Toutain est née au 10 rue Royale (aujourd'hui rue de la République).  Son père était marchand papetier-relieur. Ses parents venaient de Lisieux où ils s'étaient mariés en 1856. À l'âge de 8 ans, elle joue au théâtre d'Elbeuf, rue de la Barrière (actuelle rue des Martyrs) dans Les Pirates de la savane d'Auguste Anicet-Bourgeois et Ferdinand Dugué, puis, peu après, dans Le Petit Jack,
À vingt ans, elle quitte sa province, bien décidée à conquérir Paris. Talentueuse et sans complexe, elle ne tarde pas à se retrouver en haut de l’affiche.
Elle est admise au Conservatoire national à la suite du concours du 17 octobre 1894 et elle passe deux ans dans la classe de Leloir. Mais ne s'y sentant pas à l'aise, elle quitte cette institution et elle obtient un petit rôle à l'Athénée Comique dans Madame l'avocat en 1896. Elle est remarquée en 1899 dans Les Miettes, comédie en deux actes d'Edmond Sée, représentée à la Comédie Parisienne. Dès lors sa carrière est lancée. Elle tient le rôle-titre dans Yvette, de Pierre Berton d’après Guy de Maupassant, une création au Théâtre du Vaudeville (1901). Avec ce rôle, elle part en tournée, passant notamment par le Théâtre municipal d’Elbeuf en janvier 1902, l’occasion d’être applaudie par ses concitoyens sur la scène de ses débuts.
Jusqu’en 1914, elle va enchaîner les succès : La Variation, de Soulaine, au théâtre de l’Odéon ; Nono, de Sacha Guitry, au Théâtre des Mathurins ; La Chance du mari, au Théâtre des Variétés ; L’Abbé Constantin, à La Gaîté-Montparnasse, pour la seule année 1905 ; La Course du flambeau et Paris New York, au Théâtre Réjane, en 1906 ; L’Éventail, au théâtre du Gymnase, enfin, en 1907, etc. avant Le Refuge, de Dario Niccodemi, en 1909, qui marque un virage dans sa carrière avec un changement de registre. Cela pour son plus grand bonheur. 
Blanche Toutain est d'un naturel décontracté, sans complexe, aimant la vie de Bohème. Elle n' a ni froid aux yeux, ni la langue dans sa poche, connue pour son aplomb et son sens de la répartie, ce qui séduira Sacha Guitry, dont elle sera très proche. À quarante ans, elle est au sommet de sa gloire, lorsque la guerre éclate, en août 1914, la contraignant à mettre entre parenthèses son activité. En 1917, elle apparaît toutefois au cinéma dans L’Unique aventure de Maître Petit-Pethon, de Georges Champavert, son seul et unique film. Après la Grande Guerre, Blanche Toutain joue encore dans Je t’aime (1920) de Sacha Guitry  (1885-1957), au Théâtre Edouard VII, puis dans Sophie Arnould, de Gabriel Nigond (1921), où elle tient le rôle-titre.
Mais elle approche de la cinquantaine et sa carrière est derrière elle. Mariée à l’acteur Abel Tarride, on n’entend plus guère parler d’elle jusqu’à l’année 1932 où elle fait son retour dans Au-delà du baiser de Claude Dazil. Elle s’apprête à partir en tournée pour y jouer Étienne et se prépare à créer à la rentrée Édition spéciale, au Théâtre des Ambassadeurs, lorsqu’elle décède des suites d’une syncope, le 10 juillet 1932. Sa mort ne fera qu’un entrefilet dans le Figaro et L’Elbeuvien. Son heure de gloire était passée…
Blanche Emélie Alphonsine Toutain a été incinéré au cimetière du Père-Lachaise. Ses cendres ont été déposées au columbarium (87e division, case 1266), puis relevées.[réf. nécessaire]

## Théâtre
- 1899 : Les Miettes d'Edmond Sée, Comédie parisienne
- 1899 : L'amour pleure et rit, comédie d'Auguste Germain, Théâtre de l'Athénée1899 : Qui trop embrasse... comédie de Francis de Croisset, Théâtre des Mathurins
- 1900 : Le Cloître d'Émile Verhaeren, Théâtre de l'Œuvre
- 1901 : Yvette de Pierre Berton, d'après Maupassant, Théâtre du Vaudeville
- 1905 : La Variation de Pierre Soulaine, Théâtre de l'Odéon
- 1905 : Nono de Sacha Guitry, Théâtre des Mathurins
- 1905 : La Chance du mari, comédie de Robert de Flers et Gaston Arman de Caillavet, Théâtre des Variétés
- 1905 : L'Abbé Constantin de Hector Crémieux et Pierre Decourcelle, d'après Ludovic Halévy, Théâtre de la Gaîté
- 1906 : Serge Panine, drame de Georges Ohnet, Théâtre de la Gaîté
- 1907 : La Course du flambeau de Paul Hervieu, Théâtre Réjane
- 1907 : Paris-New York de Francis de Croisset et Emmanuel Arène, Théâtre Réjane
- 1907 : L'Éventail, comédie de Robert de Flers et Gaston Arman de Caillavet, Théâtre du Gymnase
- 1908 : Chérubin de Francis de Croisset, Théâtre Femina
- 1908 : Dix minutes d'auto, vaudeville de Georges Berr et Pierre Decourcelle, Théâtre des Nouveautés
- 1909 : Le Refuge de Dario Niccodemi, Théâtre Réjane
- 1909 : Article 301 de Georges Duval, Théâtre des Nouveautés
- 1913 : Les Éclaireuses de Maurice Donnay, Comédie Marigny
- 1917 : Le Système D... ou Dodoche et Lulu de Pierre Veber, Henry de Gorsse et Marcel Guillemaud, Théâtre de l'Ambigu-Comique
- 1920 : Je t'aime de Sacha Guitry, Théâtre Édouard VII
- 1921 : Sophie Arnould de Gabriel Nigond, Théâtre de Paris et Théâtre de l'Œuvre
- 1932 : Au-delà du baiser de Claude Dazil

## Filmographie
- 1918 : L'Unique aventure de Maître Petit-Pethon, film en 2 parties (780 m) de Georges Champavert.